# Pace di Stolbovo
La pace di Stolbovo è un accordo firmato il 27 febbraio 1617 dalla Svezia e dalla Russia per porre fine alla Guerra d'Ingria.

## L'accordo
Il negoziato che portò all'accordo durò quasi due mesi in quanto la Svezia sperava di poter finalmente realizzare il proprio di costringere i commerci russi ad attraversare il territorio svedese. La Svezia avanzò dunque delle pretese territoriali molto ambiziose arrivando a chiedere l'importante città di portuale di Arcangelo.
Preoccupato che lo zar potesse accettare i termini dell'accordo il re Giacomo I d'Inghilterra, inviò un proprio mediatore che facilitò il raggiungimento di un accordo sulla base dei seguenti termini:
- La Svezia acquisiva la Carelia sud-occidentale, la provincia e la fortezza di Kexholm (l'attuale Priozersk) e la provincia di Ingria compresa la fortezza di Nöteborg (l'attuale Shlisselburg).
- I membri delle famiglie russe più agiate che vivevano in questi territori ceduti alla Svezia avrebbero potuto migrare in Russia entro 14 giorni.
- La Russia rinunciava alle proprie pretese in Estonia e Livonia.
- La Russia avrebbe pagato un'indennità di guerra di 20.000 rubli[1].
- Velikij Novgorod e le altre conquiste territoriali svedesi sarebbero state restituite alla Russia.
- La città russa di Gdov sarebbe rimasta sotto il controllo svedese fino alla pace definitiva.
- La Svezia riconosceva Michail Romanov come zar legittimo di Russia.